# L'Enfant des terres blondes
L'Enfant des terres blondes est un roman de Christian Signol publié en 1994.

## Résumé
Cette ferme est à 1 km de Saint-Martial. Vers 1953 Vincent, 9 ans, est né de père inconnu. Gustave a épousé sa mère, Aurore, simplette, mais Vincent ne l'aime pas. Gustave se tue en moto. Aurore est placée chez Léonie et Vincent à la ferme des Combessou, pourra la voir quand il voudra. Léonie est hospitalisée. Il va chez elle et se barricade avec Aurore. Il est placé à l'orphelinat mais fuit et est repris puis replacé chez Combessou. Un jour, Léonie lui dit que son père est un Combessou, mort.